# Kathleen Mavourneen
Kathleen Mavourneen je americký němý film z roku 1906. Režisérem je Edwin S. Porter (1870–1941). Film trvá zhruba 15 minut.

## Děj
Bohatý hospodář Clearfield obtěžuje Kathleen a začne ji i jejího otce zastrašovat, ale místní se postaví na jejich obranu. Clearfield a jeho komplicové odvedou Kathleen násilím z domu. Mladý muž zamilovaný do Kathleen se lstí vplíží do doupěte únosců a vypořádá se s nimi. Film končí svatbou Kathleen a jejího zachránce.

## Obsazení
| Kitty O'Neil    | Kathleen           |
| Walter Griswoll | Terence O’More     |
| H. L. Bascomb   | kapitán Clearfield |
| W. R. Floyd     | Dugan              |
| E. M. Leslie    | David O’Connor     |
| N. B. Clarke    | otec O’Cassidy     |
| J. McDovall     | Danny O’Lavey      |
| C. F. Seabert   | Black Rody         |
| D. R. Allen     | Barney             |
| D. J. McGinnis  | Darby Doyle        |
| W. F. Borroughs | Dennis O’Gaff      |